# Закарпатський обласний театр ляльок «Бавка»
Закарпа́тський академічний обласни́й теа́тр ляльо́к— обласний театр ляльок у місті Ужгороді.

## Загальна інформація
Закарпатський академічний обласний театр ляльок розташований у центрі Ужгорода в історичній будівлі за адресою:
пл. Театральна, 8, м. Ужгород-88000 (Україна).
У приміщенні, яке зараз займає театр, у 1920-х роках діяв перший у краї «Руський театр „Просвіта“» під керівництвом видатного театрального діяча Миколи Садовського, про що свідчить меморіальна дошка на будівлі.
Директор театру — Мирослав Йосипович Петій, головний режисер — заслужена артистка України Наталія Орєшнікова, головний художник — Паола Полуденна.

## Історія
Театр ляльок в Ужгороді було створено в адміністративний спосіб у 1980 році. На перших порах творчий колектив закладу, зокрема перший директор Володимир Лихтей і головний режисер Микола Волощин, зіштовхнулися зі значними труднощами, адже не було ані матеріальної бази, в тому числі і приміщення, ні професіональних артистів у трупі. Відтак, спочатку театр працював із виїзними виставами. Першими акторами театру стали спеціально запрошені випускники Харківського інституту мистецтв ім. Котляревського та Дніпропетровського театрального інституту. Згодом у творчий склад театру органічно влилися місцеві талановиті актори — Олена Пишка, Лариса Кривчик тощо, і нині вони становлять кістяк колективу закладу.
В історії Закарпатського обласного театру ляльок відбулося декілька визначальних подій-віх:
- 1988 рік — заклад нарешті одержав стаціонарне приміщення в історичній функціональній будівлі у середмісті Ужгорода.
- 1990 рік — за ініціативою тодішнього директора театру ляльок в Ужгороді заслуженого працівника культури України Олександра Туряниці, був започаткований Перший Міжнародний фестиваль театрів для дітей «Інтерлялька», який відтоді став одним із найпопулярніших подібних заходів не лише в Україні, а й у Центральній Європі.
- 2005 рік — починаючи від свого 25-ого театрального сезону Закарпатський обласний театр ляльок має особисту назву «Бавка», що є доволі символічною — так у верховинських селах називали будь-яке театральне видовище, влаштовуване заїжджими лицедіями чи власними силами; також до складу українського народного лялькового театру вертепу на Закарпатті крім звичайних музик і співаків входив «бавіля» — актор, що працював із ляльками[3].

## З репертуару та діяльності
У чинному (на сезон) репертуарі Закарпатського обласного театру ляльок «Бавка» — близько 60 вистав.
Основою репертуару ужгородських лялькарів є постановки за українськими народними та літературними казками («Колобок» Є. Патрика, «Підкова на щастя» В. Данця за мотивами казок І. Франка), українська, російська та світова класика, як дитяча («Казка шкереберть» Ю. Чеповецького, «Кицьчин дім» С. Маршака, «Бармалій» К. Чуковського, «Малюк та Карлсон» М. Коляди за А. Ліндгрен), так і «доросла» («Енеїда» Я. Стельмаха за І. Котляревським, «Сам» Н. Орєшнікової за Д. Дефо). А також предаставлена сучасна драматургія ( "Нова сукня для принцеси"   О. Маслова).
Закарпатський ляльковий постійно готує прем'єрні вистави, шукає нові творчі підходи (так, наприклад вистава «Вечори на хуторі, або билиці про вічне...» за мотивами М. Гоголя є ляльковою трагікомічною фантасмагорією з філософським підтекстом, звісно, розрахована на дорослого глядача); бере активну участь в культурному й соціальному житті міста і регіону; вистави ужгородських лялькарів є добре відомими не лише закарпатцям, а й у країні та за кордоном.

## Репертуар
- «Недотепа із вертепа»
- «Лісова пісня»
- «Тричі славний розбійник Пинтя»
- «Попелюшка. Спогад про нездійсненне»
- «Дід Кузьма та юрба»
- «А де ж п’яте?»
- «Стійкий олов’яний солдатик»
- «Підкова на щастя»
- «Малюк і Карлсон»
- «Дерев’яне диво»
- «Коняги»
- «Енеїда»
- «Цирк Івана Сили»
- «Красуня і чудовисько»
- «Принцеса-стрибунка»
- «Кішки-мишки та сиру трішки»
- «Бармалій»
- «Як Їжак і дітвора рятували Гусеня»
- «Чукокола»
- «Мишка та рожева стрічка»
- «Прибульці з планети Геліпуппер»
- «Казка з валізки»
- «Коза дереза»
- «Чародій Марабу»
- «Сніговички та сонечко»
- «Про Янка-дурня, чорта і сиротинку Марисю»
- «Казка шкереберть»
- «Казка про трьох поросят»
- «Чарівне кресало»
- «Спляча красуня»
- «Ми – назавжди!»
- «Лялькове шоу»
- «Казка про рибака та рибку»
- «Бука»
- «Теремок»
- «Співоче поросятко»
- «Колобок»
- «По щучому велінню»
- «Сторінки щоденника поета» (200-річчю від дня народження Тараса Шевченка присвячується)
- «У нашім раї на землі»
- «Раз хатинка, два хатинка…»
- «Котик і Півник»
- «Чарівні слова»
- «Золоте курча»
- «Фарбований лис»
- «Чок та його вірні друзі»
- «Сни Ахнеуса»
- «Козак Мамарига»
- «Трям! Привіт!»
- «Про Валибука, принцесу Небійся та Довгоборода»
- «Лялькова забава – прадавня справа»
- «Зоряний малюк»
- «Вечори на хуторі, або Билиці про вічне…»
- «Театр. Лялька. Метаморфози»
- «Казка про лад»
- «Нова сукня для принцеси»

## Виноски
1. ↑  Адміністративно-керівний склад театру[недоступне посилання] на Офіційна вебсторінка театру
2. ↑  Мистецький вимір Наталії Орєшнікової (2 листопада 2020)
3. ↑  Про театр [Архівовано 8 січня 2011 у Wayback Machine.] на Офіційна вебсторінка театру [Архівовано 30 березня 2010 у Wayback Machine.]
4. ↑  Репертуар [Архівовано 8 січня 2011 у Wayback Machine.] на Офіційна вебсторінка театру [Архівовано 30 березня 2010 у Wayback Machine.]

## Джерело
- Офіційна вебсторінка театру [Архівовано 11 травня 2013 у Wayback Machine.]
- Закарпатський обласний театр ляльок «Бавка» на wikimapia.org
- Про театр [Архівовано 11 листопада 2013 у Wayback Machine.] на Офіційна вебсторінка театру [Архівовано 11 травня 2013 у Wayback Machine.]